# Schœlcher

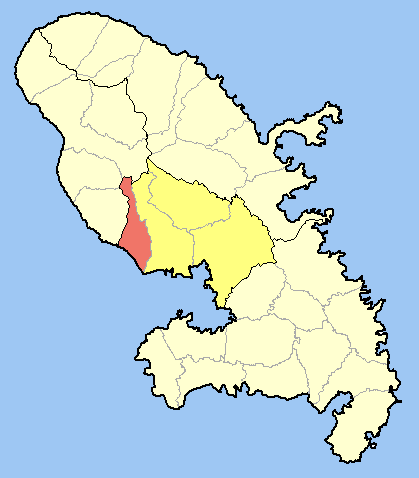
Ubicació de Schœlcher dins de Martinica

Schœlcher és un municipi francès, situat a la regió de Martinica. El 2009 tenia 21.863 habitants. La ciutat es troba del costat Carib de l'illa. Antigament es va dir Case-Navire, però va ser rebatejada en honor de Victor Schoelcher, un fervent antiesclavista, el 1888.

## Administració
| Període   | Identitat            | Partit         |
| --------- | -------------------- | -------------- |
| 1892-1900 | Jules Sévère         |                |
| 1900-1902 | Beaubrun Dufeal      |                |
| 1902-1907 | Georges Nadeau       |                |
| 1907-1910 | Tibériade Télémaque  |                |
| 1910-1941 | Emélius Lovince      |                |
| 1941-1945 | Robert Lodéon        |                |
| 1945-1964 | Rolland Janvier      |                |
| 1964-1995 | Eustache Bertrand    |                |
| 1995-2008 | Alfred Almont        | Osons oser/UMP |
| 2008-     | Luc-Louison Clémenté | Divers gauche  |

## Agermanaments
- Fessenheim
- Houilles